# Synopeas blascoi
Synopeas blascoi är en stekelart som beskrevs av Peter Neerup Buhl 1998. Synopeas blascoi ingår i släktet Synopeas och familjen gallmyggesteklar. Inga underarter finns listade i Catalogue of Life.